# 官房三課
官房三課（かんぼうさんか）とは大臣官房に置かれる「人事」「総務」「会計」を担当する3つの課をまとめた通称である。「官房第三課」という部署ではない。

## 概要
省庁が政策の執行に当って重要なものは、「ヒト」「国会、他省庁対策」「カネ」の充実であり、どれが欠けても政策の執行は難しい。
また、これらの役職は他の省庁との交渉も多く、各省庁では大臣官房人事（秘書）課、総務（文書）課及び会計（予算）課の通称「官房三課」を重要視している。それぞれの業務責任者である課長について、3つの課長ポストをまとめて官房三課長と呼ばれている。官房三課長にはキャリア官僚の中から優秀な人材（将来の事務次官候補など）が充てられている。

## 職務
人事（秘書）課人事、労務、給与に関する業務を行っている。
総務（文書）課国会対策、公文書の管理及び機密に関する仕事などを行っている。文書課や企画課がその業務を行う場合もある。
会計（予算）課予算に関する業務を行っている。名称は農林水産省の大臣官房では予算課、宮内庁の長官官房では主計課とされている。また、金融庁では総合政策局秘書課の中に予算に関する業務を行う管理室が置かれている。

## その他
財務省（大蔵省）の場合は文書課（総務）、秘書課（人事）に加え、総括審議官を支える総合政策課（旧調査企画課）が官房三課とされている。財務省自体が予算を査定しているため、他省庁では「金庫番」とされている会計課の職務の重要度は低い。